# Dianthus caryophyllus
Dianthus caryophyllus és una espècie de clavell o clavellina. Probablement és originari de la regió mediterrània, però la seva distribució original es desconeix donat que es cultiva des de fa més de 2.000 anys. És l'ancestre silvestre dels clavells cultivats
És una planta herbàcia perenne que fa fins a 80 cm d'alt. Les seves fulles són glauques i primes de fins a 15 cm de llargada. Les flors són disposades de forma solitària o fins en grups de 5. Fan de 3 a 5 cm de diàmetre i amb una olor dolça. En la natura el color originari és porpra-rosat brillant, però les cultivars tenen altres colors, incloent-hi el vermell.

## Cultiu i usos
Aquests clavells requereixen sòls ben drenats neutres o lleugerament àcids i ple sol.
Colòmbia és el productor d'aquests clavells més gran del món.